# Fornjót
Fornjót (en vieux norrois : Fornjótr) est une divinité nordique (jötunn). Dans la mythologie nordique, il est un géant mais également roi de Finlande (Kvenland).
Ses enfants sont Ægir, Logi (le géant du feu) et Kári (le dieu du vent).

## Biographie
L'origine du nom a été soumises à différentes interprétations. La racine de forn-jótr se rapproche de « géant des temps anciens », ce qui ferait de Fornjót une des figures primitives de la mythologie nordique avec Ymir.
Mais le terme njótr peut aussi renvoyer à l'idée de propriété, de possession, Fornjótr ayant pu alors être un des primo-occupants de la Norvège. Sa descendance se mêle ainsi avec la dynastie des Ynglingar.

## Famille

### Mariage et enfants
D'une possible union avec Gonnor Dronning, il eut trois fils :
- Ægir (le dieu de la mer) ;
- Logi (le dieu du feu) ;
- Kári (le dieu du vent).

## Hommage et postérité

### Astronomie
Une des lunes de la planète Saturne a été nommée Fornjot, en référence au géant.